# Kenan Karaman
Pour les articles homonymes, voir Karaman (homonymie).
Kenan Karaman, né le 5 mars 1994 à Stuttgart, est un footballeur international turc jouant au poste d'attaquant à Schalke 04.

## Biographie

### Carrière en club
Formé au VfB Stuttgart, il rejoint le TSG Hoffenheim où il évolue lors des saisons 2009-2010 et 2010-2011 avec les U17. En 2011-2012, il évolue avec les U19 du même club, et commence à faire des apparitions avec l'équipe sénior 2 en championnat régional. Tout en jouant encore avec les U19, il passe la moitié de la saison suivante à évoluer avec les séniors régionaux. Lors de la saison 2013-2014, il apparaît pour la première fois sur une feuille de match de Bundesliga le 22 février 2014, mais reste sur le banc. Le 2 mars suivant, il entre en jeu lors d'une victoire 6-2 contre le VfL Wolfsburg.
Le 29 avril 2014, Karaman signe un accord de pré-contrat avec Hanovre 96 pour débuter dans ce club au 1er juillet 2014. Son contrat à Hoffenheim ayant expiré, il peut rejoindre Hanovre en transfert gratuit et signe un contrat de trois saisons soit jusqu'en 2017.
Le 18 mai 2018, Karaman, en fin de contrat, rejoint le Fortuna Düsseldorf, nouveau promu de 2. Bundesliga, et signe un contrat de trois ans. Il reçoit le maillot numéro 11. Il quitte le Fortuna à l'expiration de son contrat le 24 mai 2021.

### Carrière internationale
Avec les espoirs, il participe aux éliminatoires du championnat d'Europe espoirs 2017. Il se met en évidence en inscrivant un but contre la Biélorussie en octobre 2015.
Karaman reçoit sa première sélection en équipe de Turquie le 9 novembre 2017, en amical contre la Roumanie, qui se solde par une défaite 2-0 de l'équipe turque. Il inscrit son premier but en équipe nationale le 30 mai 2019, en amical contre la Grèce (victoire 2-1).
Il marque ensuite en 2020 un nouveau but lors d'une rencontre amicale face à l'Allemagne, permettant à son équipe d'arracher le match nul (3-3). La même année, il inscrit deux buts lors de la Ligue des nations, lors d'une double confrontation face à la Russie.
Le 30 mars 2021, il inscrit un nouveau but contre la Lettonie, lors des éliminatoires du mondial 2022 (score : 3-3). Il est ensuite sélectionné pour le championnat d'Europe 2021, participant notamment à la défaite turque face à l'Italie en match d'ouverture (3-0). Avec un bilan catastrophique de trois défaites en trois matchs, huit buts encaissés et un seul but marqué, la Turquie est éliminée dès le premier tour de la compétition.

## Buts internationaux
| Date             | Lieu                                      | Match               | Résultat | Buts | Compétition                                            |
| ---------------- | ----------------------------------------- | ------------------- | -------- | ---- | ------------------------------------------------------ |
| 30 mai 2019      | Antalya Stadyumu Antalya, Turquie         | Turquie - Grèce     | 2-1      | 17'  | Amical                                                 |
| 7 octobre 2020   | RheinEnergieStadion Cologne, Allemagne    | Allemagne - Turquie | 3–3      | 94'  | Amical                                                 |
| 11 octobre 2020  | VTB Arena Moscou, Russie                  | Russie - Turquie    | 1–1      | 62'  | 2020-2021 UEFA Nations League B                        |
| 15 novembre 2020 | Stade Şükrü Saracoğlu Istanbul, Turquie   | Turquie - Russie    | 3–2      | 26'  | 2020-2021 UEFA Nations League B                        |
| 30 mars 2021     | Stade olympique Atatürk Istanbul, Turquie | Turquie - Lettonie  | 3–3      | 2'   | Qualifications pour la Coupe du monde de football 2022 |

## Palmarès
- Vice-champion d'Allemagne de deuxième division en 2017 avec Hanovre 96